# Het Pleintje
Het Pleintje is een Vlaamse televisieserie naar een idee en scenario van Jan Matterne. De reeks werd gemaakt door de openbare omroep BRT. Ze liep drie seizoenen lang, van 1986 tot 1987. Er werden in totaal 27 afleveringen gemaakt. De serie werd heruitgezonden in 1990, 1991, 2004, 2020 en 2023 (Eclips TV). De serie werd opgenomen van 18 maart 1985 tot 9 november 1985. De buitenopnames vonden plaats in Mechelen.

## Verhaal
De reeks speelt zich af op het afgelegen Justitieplein in de fictieve stad Zwevelghem, waar er al jaren een rivaliteit heerst tussen de katholieken, de socialisten en de liberalen. Tot de katholieken behoren onder anderen de vooruitstrevende pastoor Pol Sickx, zijn koster Felix Piepermans, de kwezelachtige Seraphine Sap, Poliet Peck van café De Elfurenmis en de familie Stoffels. De progressievere kant van het pleintje, waaronder kunstschilder Karel Peers en de werkloze sociologe Barbara Vinck, komt niet zo goed overeen met de liberale kant. Tot deze laatste groep behoren onder anderen vrederechter Aristide de Lesseweg, zijn broer Boniface, griffier Bernard Aerts en Bertha en Aurelia Bank van taverne De Oude Griffie. Daarnaast zijn er nog kruideniers Gust en Millie Kerdoens die zich wat neutraal moeten opstellen. Gust is liberaal, Millie is van huis uit eerder katholiek. Haar broer is het socialistisch provincieraadslid Gentil Bers, een ambitieuze man die graag uitpakt met zijn status en werkingsmiddelen, en een hekel heeft aan de liberale vrederechter.
Bij de start van de serie krijgt Het Pleintje een cameraploeg over de vloer. Zij maken een documentaire over het charmante plein dewelke zal worden uitgezonden op de nationale televisie. De presentator van de documentaire - Jan Matterne - introduceert de bewoners en de bezienswaardigheden zoals de kerk en het schilderij "De Rechtvaardige Vrederechter" dat zich in het vredegerecht van Aristide de Lesseweg bevindt.
De eerste zaak in de serie die in de rechtbank wordt behandeld, is een dispuut tussen politieman Gerard “de police” Briers en diens buurman Harry Stoffels, een postbode, waarbij de bok van Briers de bloemen van Stoffels heeft opgegeten.  De katholieke Harry is getrouwd met Emmy en ze hebben samen twee kinderen: de ongeveer twaalfjarige Nico en Nicole die enkele jaren ouder is. Koster Felix Piepermans start het gerucht dat Nicole zwanger zou zijn van Luc Briers, zoon van Gerard. Dit is een schandaal, niet enkel omdat het koppel niet getrouwd is, maar ook omdat zij katholiek is en hij niet. Wanneer de zwangerschap wordt bevestigd, moeten pastoor Pol Sickx en vrederechter Aristide zich met de zaak bemoeien en de families ervan overtuigen dat "een gemengd huwelijk" noodzakelijk is. Nicole en Luc huren een kamer boven de winkel van Gust en Millie Kerdoens, maar kunnen de huur niet betalen. Verder is het ook duidelijk dat het koppel niet verliefd is. Luc wil naar de universiteit en Nicole moet thuisblijven om de baby op te voeden die hij niet wil. Nicole wil dat hij bij haar blijft en stelt voor te solliciteren naar een - desnoods onderbetaalde - job om samen het kind op te voeden, iets wat hij evenmin wil.
Aangezien zowel de familie Briers als Stoffels er financieel slecht voorstaan, kunnen Nicole en Luc geen bruidsjurk of smoking kopen. Daarom tracht Emmy zelf een jurk te maken, wat uitdraait op een mislukking. Gelukkig krijgt ze de hulp van kleermaker en onheilsvoorspeller Fons Vanbrabant die zijn diensten gratis aanbiedt om de jurk zo goed mogelijk te redden. Luc is genoodzaakt een smoking te huren. Omdat hij niet wil trouwen, veinst hij dat hij zijn enkel heeft verzwikt. Gerard staat er op dat zijn zoon wel trouwt en scheurt de broek. Door deze vertraging arriveert het koppel laattijdig in de kerk en is de pastoor reeds vertrokken. Omdat men hem niet kan bereiken, wordt de trouw enkele uren uitgesteld en pas later op de dag in beperkt gezelschap uitgevoerd door een dronken Sickx. Tijdens deze dienst wordt min of meer duidelijk dat Bernard Aerts ooit in het seminarie zat, later in de serie wordt onthuld dat hij een uitgetreden priester is. Door de vertraging wordt het feest min of meer afgelast omdat het voorziene warme eten niet langer consumeerbaar is. Daardoor ontstaat een tweede dispuut. Harry klaagt Gerard aan omdat laatste verantwoordelijk zou zijn dat Luc te laat in de kerk was en dusdanig alle facturen moet betalen. Gerard klaagt Harry aan omdat hij door Gust Kerdoens vervalste aankooptickets liet maken. Aristide, geen fan van de katholieke kerk, overtuigt beiden om de pastoor aan te klagen. Het is omdat hij is vertrokken dat bruiloft en feest werden afgelast. Het is op dat punt dat Luc verklapt dat hij zijn enkel niet verzwikte en dat Boniface, de broer van Aristide, met dit idee op de proppen kwam. Dit leidt tot een verdict waarbij Sickx slechts 1 Belgische frank morele schadevergoeding moet betalen aan zowel Harry als Gerard. Dit geeft de doorslag bij Harry om tijdelijk de Sickx-clan te verlaten.
Gust is er zeker van dat zijn vrouw Millie een affaire heeft met haar leraar Spaans. Dit wordt bevestigd nadat zij door hem wordt gevraagd om als tourgids te werken en wanneer er hoteltickets aankomen met de post op naam van die leraar. Millie vertrekt, maar staat enkele uren later al terug in de keuken met de melding dat ze definitief voor Gust kiest. Gust krijgt medelijden met Nicole nadat Luc haar heeft laten zitten. Hij biedt haar een job aan in de winkel.
Kunstschilder Karel Peers is verliefd op Barbara Vinck. Ook Gentil Bers, die zorgt voor zijn veeleisende gehandicapte moeder Eveline, heeft een oogje op Barbara. Barbara heeft interesse in beide heren, maar wil geen relatie omdat ze aan leukemie lijdt, wat ze angstvallig verborgen houdt. Het is in deze periode dat ze regelmatig bezoek krijgt van pastoor Sickx dewelke uiteindelijk bekent verliefd te zijn op Barbara. Om te vermijden dat hij als pastoor wordt geschorst, beslissen beiden om de verboden relatie te stoppen.
Aristide voelt zich aangetrokken tot Aurelia Bank, dochter van Bertha die de chique taverne De Oude Griffie uitbaat. Deze zaak wordt vooral bezocht door de rijkere klasse zoals griffier Bernard Aerts. Hij woont samen met de kuiszieke Justine. Justine wil wel trouwen, maar Bernard wil dit als uitgetreden priester niet en overweegt zelfs om terug in te treden. Aurelia heeft geen interesse in Aristide en omschrijft hem als "een varken met de nek van een stier". Ze vindt het ook niet leuk dat Aristide zijn broer Boniface steeds openlijk kleineert en hem "een pleisteren tuinkabouter" noemt. In het begin doet Aurelia wel alsof ze ook gevoelens heeft voor Aristide, maar dat is enkel omdat hij een goede klant is die regelmatig een tournee generale geeft. Later beslissen zij en Boniface om een schijnrelatie op te starten, enkel om Aristide te pesten.
Op een dag ontdekken Felix en Seraphine dat het schilderij "De Rechtvaardige Vrederechter" oorspronkelijk eigendom was van de kerkfabriek. De originele titel van het werk is "De Pauselijke Nuntius". De grootvader van Aristide, ook een vrederechter, kreeg het schilderij van de toenmalige pastoor. Dit leidt nu tot een rechtszaak. Het schilderij is in feite eigendom van de Belgische Staat. Daarom wordt de verdediging gedaan door een afgevaardigde van de Belgische Staat. Deze man verzeilt in De Elfurenmis en heeft een gesprek met de katholieken. De katholieken kunnen de zaak op basis van de originele eigendomsakte nooit winnen omdat de schenking meer dan 30 jaar geleden gebeurde en dus is verjaard. Vandaar dat de katholieken hun aanklacht tijdens het proces onmiddellijk laten vallen. Doch de afgevaardigde van de Belgische Staat is van mening dat de handtekening van de pastoor op de overdrachtsakte onleesbaar is, dat de toenmalige pastoor ziek was en op zijn sterfbed lag. Hij insinueert ook dat de toenmalige vrederechter de akte onder dwang liet tekenen of misschien zelf wel de handtekening heeft gezet. Verder kan men dit soort zaken niet in beroep behandelen, dus moet Aristide vandaag een uitspraak doen. Zijn oordeel is dat de zaak is gesloten omwille van intrekking van de eis van de katholieken. Enkele uren later wordt het schilderij gestolen. In eerste instantie worden de katholieken verdacht van de diefstal: Piepermans, Sickx, juffrouw Sap... Er wordt wel een man opgepakt die met een groot schilderij het plein tracht te ontvluchten, maar dit is Peers met een eigen gemaakt werk. Pas later vermoedt men dat Peers het doek heeft overschilderd en het alzo heeft verduisterd, hoewel er nooit bewijzen voor zijn gevonden. Aristide verdenkt ook Bernard Aerts omdat zijn huis aanpaalt en hij via de achtertuin en achterdeur het vredegerecht kan betreden. Fons en Marie komen zwaar in de problemen nadat de fiscus achterhaalt dat zij jarenlang belastingen hebben ontdoken. Sickx wil hen het verschuldigde geld lenen, maar Fons weigert. Daardoor worden hun bezittingen openbaar verkocht. De vrederechter wordt in een val gelokt waardoor hij biedt op het eerste voorwerp: een tafel waarop hij 36.000 Belgische Franken biedt waardoor het verschuldigde geld en andere kosten zoals de intresten betaald zijn en Fons en Marie al hun andere spullen kunnen behouden.
Enkele maanden verstrijken. Eveline is verhuisd naar het rusthuis en Felix is gestorven aan een leveraandoening veroorzaakt door zijn alcoholisme. Omdat de kleermakerij te weinig opbrengt, heropent Fons zijn zaak als een astrologiewinkel waar hij geneeskrachtige stenen en dergelijke verkoopt. Omdat dit evenmin iets opbrengt, beslist Marie om een restaurantje te starten waar ze elke middag een uitgebreid middagmaal voorziet. Haar doelpubliek zijn de alleenstaande inwoners van Het Pleintje en reservatie is daarom noodzakelijk. De Elfurenmis, het café dat Poliet huurt, wordt door de eigenaar verkocht. Poliet heeft onvoldoende geld en zelfs met eventuele onderhandse leningen van de klanten geraken ze niet aan het nodige geld. Een Amerikaanse zakenman en eigenaar van een internationale restaurantketen heeft interesse om in België een eerste zaak te openen en vindt De Elfurenmis een geschikte locatie. Dit overtuigt Aristide om niet te bieden op het pand. Later blijkt dat de Amerikaanse zakenman de broer is van Seraphine Sap en het gebouw kocht in haar naam waardoor De Elfurenmis blijft bestaan.
Aristide is woedend dat hij nogmaals voor schut werd gezet en neemt drastische maatregelen. Hij laat het poorthuis waarin Peers woont onbewoonbaar verklaren alsook het pand waar De Elfurenmis zich bevindt. Hij licht het dekenaat in dat pastoor Sickx een relatie heeft met Barbara Vinck. Uit ongenoegen dat Bernard nog iets heeft met het katholicisme en mogelijk met de diefstal van het schilderij, tracht Aristide hem te laten bevorderen zodat hij in Brussel een hogere functie krijgt. Bernard wil tot ongenoegen van Justine niet vertrekken waardoor zij in een depressie belandt en een degout krijgt van Het Pleintje waardoor ze met een alcoholprobleem kampt en uiteindelijk met de noorderzon vertrekt. Boniface is de kuren van zijn broer beu en vertrekt eveneens, maar omdat hij nergens terecht kan verschuilt hij zich in De Oude Griffie. Uiteindelijk keert hij terug naar huis. Aristide voelt zich verraden door Bertha Bank en wreekt zich door de identiteit van Aurelia’s vader bekend te maken. Hij wordt echter in snelheid gepakt wanneer Hilaire Van der Smissen, de eigenaar van het poorthuis, met trots bekent dat hij de vader van Aurelia is. Gentil Bers gebruikt zijn politieke wegen zodat de twee gebouwen niet onbewoonbaar worden verklaard, maar enkel gerenoveerd hoeven te worden.  Alleen voor pastoor Sickx wordt geen oplossing gevonden. Hij wordt overgeplaatst naar een armenbuurt in Brussel, maar niet voordat hij Floris heeft gedoopt, tot ongenoegen van de familie Briers.
Op het einde van de reeks heeft Aristide de Lesseweg geen enkel moreel gezag meer en verliest hij zijn greep op de gang van zaken. De jongeren van het plein lachen hem vierkant uit. Hij blijft eenzaam achter.

## Afleveringen

### Reeks 1
| Afl. | Uitzenddatum     | Korte inhoud                                                   |
| ---- | ---------------- | -------------------------------------------------------------- |
| 1    | 5 januari 1986   | Een cameraploeg strijkt neer op het pleintje                   |
| 2    | 12 januari 1986  | Nicole's zwangerschap zorgt voor heel wat roddels              |
| 3    | 19 januari 1986  | Luc ziet een huwelijk niet goed zitten                         |
| 4    | 26 januari 1986  | Een krantenartikel over de kerkschatten zorgt voor opschudding |
| 5    | 2 februari 1986  | Het plein staat in rep en roer                                 |
| 6    | 9 februari 1986  | Er wordt geroddeld over Milly                                  |
| 7    | 16 februari 1986 | De Sickx-clan is iets van plan met het schilderij              |
| 8    | 23 februari 1986 | Sickx krijgt er een onverwachte kerkganger bij                 |
| 9    | 2 maart 1986     | De kerkfabriek doet een onverwachte zet                        |
| 10   | 9 maart 1986     | Er zijn veel verdachten van de diefstal                        |
| 11   | 16 maart 1986    | Milly wil er even tussenuit naar Spanje                        |
| 12   | 23 maart 1986    | Het leegstaand huis krijgt ongewenste bezoekers                |
| 13   | 30 maart 1986    | Boniface wil zijn broer behoeden voor stommiteiten             |

### Reeks 2
| Afl. | Uitzenddatum     | Korte inhoud                                       |
| ---- | ---------------- | -------------------------------------------------- |
| 14   | 1 februari 1987  | Nicole en Luc krijgen hun kindje                   |
| 15   | 8 februari 1987  | Fons en Marie hebben financiële problemen          |
| 16   | 15 februari 1987 | Stoffels bekeert zich terug tot de Sickx-clan      |
| 17   | 22 februari 1987 | Bloeit er een romance tussen Sickx en Barbara?     |
| 18   | 1 maart 1987     | Poliet probeert zijn café te redden                |
| 19   | 8 maart 1987     | De Elfurenmis wordt verkocht                       |
| 20   | 15 maart 1987    | De haat van De Lesseweg is niet meer zo onschuldig |

### Reeks 3
| Afl. | Uitzenddatum     | Korte inhoud                                    |
| ---- | ---------------- | ----------------------------------------------- |
| 21   | 4 oktober 1987   | De vrederechter wil afrekenen met de Sickx-clan |
| 22   | 11 oktober 1987  | Het poorthuis en De Elfurenmis worden opgeknapt |
| 23   | 18 oktober 1987  | Boni verzet zich tegen zijn broer               |
| 24   | 25 oktober 1987  | Peers en Poliet hebben veel geld nodig          |
| 25   | 1 november 1987  | De deken komt op bezoek bij Sickx               |
| 26   | 8 november 1987  | Justine kan het plein niet meer aan             |
| 27   | 15 november 1987 | Floris wordt gedoopt door pastoor Sickx         |

## Waardering
Ondanks Het Pleintje zeer hoge kijkcijfers kende van gemiddeld 2.550.000 kijkers, werd de reeks slecht onthaald door professionele critici van diverse weekbladen die de serie de grond inboorden. Het ging zelfs zo ver dat Jan Matterne na enkele weken opdracht kreeg van de dienst Drama om het script drastisch te herbekijken. Pittig detail is dat op dat ogenblik de kijkcijfers nog niet gekend waren. Het is zelfs vanwege die critici dat de dienst Drama zo onder druk werd gezet, dat zij uiteindelijk beslisten om de serie te stoppen.
Het hoge aantal kijkcijfers is ook wel te verklaren omdat er destijds slechts twee Vlaamse kanalen waren: BRT1 - op welke de serie werd uitgezonden - en het meer culturele BRT2 dat zo goed als geen kijkers had. Vandaar dat de serie eigenlijk enkel concurrentie had van de toenmalig te bereiken Nederlandse zenders.
In 2006 eindigde de reeks op de 62ste plaats van de 520 in "Humo's Prijs van de Kijker".

## Rolverdeling
| Acteur              | Personage                     | Rol                                              |
| ------------------- | ----------------------------- | ------------------------------------------------ |
| Jo De Meyere        | Pol Sickx                     | Priester                                         |
| Johny Voners        | Karel Peers                   | Kunstschilder                                    |
| Nora Tilley         | Barbara Vinck                 | Sociologe                                        |
| Jef Burm            | Felix Piepermans              | Koster                                           |
| Bert Champagne      | Poliet Peck                   | Cafébaas "De Elfurenmis"                         |
| Rita Smets          | Seraphine Sap                 | Jonkvrouw                                        |
| René Verreth        | Aristide de Lesseweg          | Vrederechter                                     |
| Manu Verreth        | Boniface de Lesseweg          | Broer van Aristide                               |
| Mandus De Vos       | Bernard Aerts                 | Griffier                                         |
| Doris Van Caneghem  | Justine Aerts                 | Kuisverslaafde vrouw die wil trouwen met Bernard |
| Emmy Leemans        | Bertha Bank                   | Cafébazin "De Oude Griffie"                      |
| Machteld Ramoudt    | Aurelia Bank                  | Dochter van Bertha Bank                          |
| Tuur De Weert       | Gust Kerdoens                 | Kruidenier                                       |
| Tessy Moerenhout    | Millie Kerdoens               | Vrouw van Gust Kerdoens                          |
| Ugo Prinsen         | Gentil Bers                   | Politicus                                        |
| Jenny Tanghe        | Eveline Bers                  | Moeder van Gentil Bers                           |
| Alex Wilequet       | Fons Vanbrabant               | Kleermaker en onheilsvoorspeller                 |
| Lia Lee             | Marie Vanbrabant-Van Mechelen | Vrouw van Fons                                   |
| Theo Hijzen         | Mon Verbiest                  |                                                  |
| Jacky Morel         | Harry Stoffels                | Postbode                                         |
| Jeanine Schevernels | Emmy Stoffels                 | Vrouw van Harry Stoffels                         |
| Aafke Bruining      | Nicole Stoffels               | Dochter van Harry en Emma Stoffels               |
| Jordi Goetstouwers  | Nico Stoffels                 | Zoon van Harry en Emma Stoffels                  |
| Jaak Van Assche     | Gerard Briers                 | Politieman                                       |
| Janine Bischops     | Annie Briers                  | Vrouw van Gerard Briers                          |
| Geert Vermeulen     | Luc Briers                    | Zoon van Gerard en Annie Briers                  |